# Bengt Berndtsson
Pour les articles homonymes, voir Berndtsson.
Bengt Berndtsson, surnommé Fölet (« le Poulain »), est un joueur de football suédois né le 26 janvier 1933 à Göteborg, et mort le 4 juin 2015 dans la paroisse d'Älvsborg, près de Göteborg.

## Biographie
Il passe quasiment toute sa carrière professionnelle à l'IFK Göteborg. Avec 599 rencontres disputées sous le maillot bleu et blanc, il est le deuxième joueur le plus capé de l'histoire du club, derrière Mikael Nilsson. 
Il joue également pour l'équipe nationale, notamment lors de la Coupe du monde de 1958 et des qualifications de celle de 1962.

## Palmarès
- Coupe du monde
  - Finaliste en 1958

- Championnat de Suède
  - Champion en 1958